# Doug Laughton
Doug Laughton (Cheshire, Inglaterra 13 de mayo de 1944-16 de marzo de 2025) fue un jugador y entrenador de rugby inglés que jugó en las posiciones de second row y loose forward.

## Carrera

### Club
| Periodo | Club                          | Partidos | Tries | Goles | Goles de campo | Puntos |
| ------- | ----------------------------- | -------- | ----- | ----- | -------------- | ------ |
| 1963–66 | St. Helens RFC                | 79       | 14    | 0     | 0              | 42     |
| 1967–73 | Wigan Warriors                | 185      | 38    | 0     | 0              | 114    |
| 1973–79 | Widnes Vikings                | 185      | 38    | 0     | 0              | 114    |
| 1974–74 | Canterbury-Bankstown Bulldogs | 5        | 0     | 0     | 0              | 0      |

### Selección nacional
| Periodo | Club        | Partidos | Tries | Goles | Goles de campo | Puntos |
| ------- | ----------- | -------- | ----- | ----- | -------------- | ------ |
| 1977    | Inglaterra  | 1        | 0     | 0     | 0              | 0      |
| 1970–79 | Reino Unido | 15       | 7     | 0     | 0              | 21     |

### Entrenador
| Periodo | Club           | Partidos | Ganados | Empatados | Perdidos | Rendimiento |
| ------- | -------------- | -------- | ------- | --------- | -------- | ----------- |
| 1978–83 | Widnes Vikings | 217      | 153     | 10        | 54       | 71%         |
| 1986–91 | Widnes Vikings | 226      | 153     | 6         | 67       | 68          |
| 1988–89 | Lancashire RLT | 2        | 0       | 0         | 2        | 0           |
| 1991–95 | Leeds Rhinos   | 153      | 91      | 7         | 55       | 59          |
| 1995-97 | Widnes Vikings | 61       | 32      | 2         | 27       | 52          |

## Logros
- Open Rugby World XIII: febrero de 1979[4]
- Man of Steel Award: 1979